# Antonie Putneanul
Antonie Putneanul (n.  ?, Cernăuți, Ucraina – d. 1/12 ianuarie 1748, Belgorod, Belgorod Governorate⁠(d), Rusia) a fost un episcop al Bisericii Ortodoxe Ruse, mitropolit al Belgorodului și Oboianschi, mitropolit al Cernihivului și Novgorod-Severskului, episcop de Rădăuți și mitropolit al Moldovei.

## Biografie
Venit din Cernăuți, a luat jurămintele monahale la fel ca unchiul său, la Mănăstirea Putna.
În 1728, ieromonahul Antonie a fost hirotonit episcop de Rădăuți. În toamna anului 1729 a devenit mitropolitul Moldovei.
În timpul Războiului Ruso-Turc (1735-1739) a prestat servicii guvernului rus, iar în 1739, împreună cu armata feldmareșalului Burkhard Christoph von Münnich a părăsit Moldova și s-a stabilit în Rusia.
Prin decretul din 29 mai 1740, contrar hotărârii Sfântului Sinod al Bisericii Ortodoxe Ruse privind excluderea străinilor din episcopii, a fost numit inițial în catedrala Cernihivului.
La sosirea în eparhie, în tipografia din Kiev, a scos 400 de antimisuri (200 tip atlas și 200 tipă lenjerie șvabă), pe care a început să le împartă în toate bisericile eparhiei, taxând cu câte 4 ruble pentru fiecare antimis. Acest lucru a stârnit nemulțumiri extreme în cler și plângeri în Sf. Sinod. Antonie s-a justificat spunând că „este un om străin și nu cunoaște marile obiceiuri rusești. În țara Moldovei, însă, există obiceiul ca atunci când se numește un nou episcop într-o eparhie, atunci noi antimisuri se împart de la el la toate bisericile”  .
În 1742, a cerut permisiunea de a participa la încoronarea Elisabetei Petrovna, ceea ce i s-a permis. De la Moscova, nu s-a mai întors la Cernihiv , deoarece la 6 septembrie 1742, în urma scandaloasei istorii cu antimisuri, mitropolitul Antonie a fost transferat în Eparhia de Belgorod.
În timpul perioadei de șase ani de guvernare a acestei eparhii, el și-a lăsat o reputație neplăcută. În timpul administrării diecezei de Belgorod de către Mitropolitul Antonie, acesta se afla într-o stare tristă.
Dorința sa principală era să reînnoiască vistieria episcopului și nu făcea deosebire între proprietatea casei episcopale și a lui și folosea și vistieria statului pentru nevoi personale.
Călătoriile mitropolitului în jurul eparhiei se remarcau prin cheltuieli excesive și exigențe asupra clerului căruia îi cerea bani.
S-au scris plângeri împotriva mitropolitului la Sfântul Sinod. Ei au vorbit despre abuzuri administrative - perceperea de bani pentru numirea clerului și numirea în funcții administrative, precum și comportamentul său imoral în viața personală.
Știind de existența plângerilor, mitropolitul Antonie, drept scuză, a scris însuși Sfântului Sinod, referindu-se la originea sa străină și necunoașterea obiceiurilor rusești, și a cerut să fie protejat de presupusele persoane răutăcioase.
Sfântul Sinod a cerut o explicație de la mitropolit asupra unor puncte din plângerile primite.
Această investigație nu a fost finalizată din cauza morții mitropolitului, care a avut loc la 1 ianuarie 1748.
Ioasaf Gorlenko, succesorul lui Antonie, în raportul său la Sinod a raportat că a găsit sacristia episcopului în sărăcie extremă și dărăpănare, între timp, în proprietatea lui Antonie, s-au găsit 2 mii de chervoneți străini, 580 de ruble și 338 de pietre prețioase.